# 前耳介筋
前耳介筋（ぜんじかいきん、英語: anterior auricular muscle）は、人間の頭部の浅頭筋のうち、耳周囲の耳介筋に含まれる筋肉である。皮筋である。
側頭筋膜、帽状腱膜から起始し、耳の前方（耳輪内側面前部）に停止する。作用は耳を前に引く。顔面神経後耳介枝・側頭枝支配